# استفانیا ماجیولینی
استفانیا ماجیولینی (انگلیسی: Stefanía Maggiolini؛ زادهٔ ۱۵ اکتبر ۱۹۸۶) بازیکن فوتبال اهل اروگوئه است.
از باشگاه‌هایی که در آن بازی کرده‌است می‌توان به باشگاه فوتبال ناسیونال اروگوئه اشاره کرد.
وی همچنین در تیم‌های ملی فوتبال Uruguay women's national football team بازی کرده‌است.